# 695
695 (DCXCV) fue un año común comenzado en viernes del calendario juliano, en vigor en aquella fecha.

## Acontecimientos
- Pipino de Heristal domina a los frisones.[1]
- Valerio del Bierzo (fecha aproximada).

## Nacimientos
- Mohamed ben Qasim al-Taqafi, general sirio.

## Fallecimientos
- Clodoveo IV, rey franco merovingio.